# Hans Brase
Hans-Georg Brase (* 15. September 1993 in Charlottesville, Virginia) ist ein ehemaliger deutsch-US-amerikanischer Basketballspieler. Der 2,05 Meter große Brase bestritt 52 Spiele in der Basketball-Bundesliga.

## Karriere
Brase spielte an der Gaston Day School in North Carolina, ehe er 2010 an die Hill School in Pottstown (Bundesstaat Pennsylvania) wechselte.
Ab der Saison 2012/13 spielte er an der Princeton University (Bundesstaat New Jersey) und nahm dort ein Soziologie-Studium auf. In seiner dritten Spielzeit mit den „Tigers“ war Brase den Mittelwerten pro Partie zufolge zweitbester Punktesammler (11,5) und bester Rebounder Princetons (7,5). Brase war Co-Kapitän. Im November 2015 zog sich Brase einen Kreuzbandriss zu und fiel für die gesamte Saison 2015/16 aus. In der Saison 2016/17 bestritt er fünf Partien (6,4 Punkte, 2,8 Rebounds im Schnitt) für Princeton, ehe er sich im Dezember 2016 erneut am rechten Knie verletzte und für den Rest des Spieljahres ausfiel.
Zur Saison 2017/18 ging er an die Iowa State University. Für die „Zyklone“ genannte Hochschulmannschaft stand er in 21 Spielen auf dem Feld und erzielte im Laufe seiner Uni-Abschlusssaison im Durchschnitt 2,4 Punkte sowie 3,8 Rebounds pro Begegnung.
Sein erster Halt als Berufsbasketballspieler wurde der Bundesligist Mitteldeutscher BC, der Ende Mai 2018 Brases Verpflichtung verkündete. Er bestritt in seinem ersten Profijahr 2018/19 insgesamt 23 Bundesliga-Spiele für den MBC und erzielte im Mittel 5,2 Punkte je Begegnung. In der Sommerpause 2019 wechselte er innerhalb der Bundesliga zu den MHP Riesen Ludwigsburg. Er wurde in der Saison 19/20 mit Ludwigsburg deutscher Vizemeister, Brase kam auf dem Weg zu Silber auf 3,5 Punkte je Bundesliga-Begegnung.
Anfang August 2020 wurde er vom Bundesligisten Hamburg Towers verpflichtet. Er bestritt nur ein Bundesliga-Spiel für Hamburg, ehe er ab Ende Dezember 2020 wegen einer Knieverletzung, die eine Operation nötig machte, ausfiel. Im Anschluss an die Saison 2020/21 gehörte er nicht mehr zum Hamburger Aufgebot.

## Nationalmannschaft
2013 wurde Brase in die U20-Nationalmannschaft des Deutschen Basketball Bundes berufen und stand im selben Jahr im Aufgebot für die U20-Europameisterschaft in Estland.
Im Juli 2015 gewann Brase mit der deutschen Studentennationalmannschaft Silber bei der Universiade im koreanischen Gwangju.

## Persönliches
Brase wurde als Sohn deutscher, aus Hannover stammender Eltern im US-Bundesstaat Virginia geboren. Die Familie kehrte kurz nach seiner Geburt vorübergehend nach Deutschland zurück und lebte in Hamburg, um wieder in die Vereinigten Staaten zu ziehen, als Brase drei Jahre alt war. Er wuchs anschließend in Clover in South Carolina auf.
Auch seine Schwester Marie-Luise (Colgate University) und sein Bruder Janpeter (St. Lawrence University) spielten Basketball am College.
Nach dem Ende seiner Zeit als Berufsbasketballspieler ging Hans Brase in die Vereinigten Staaten zurück und wurde als Vermögensberater tätig.